# إيكوسان (مسلسل)
إيكوسان هو مسلسل أنمي ياباني من إنتاج إستديو توي أنيميشن، تم عرض المسلسل لأول مرة في 15 أكتوبر 1975 واستمر عرضه حتى 28 يونيو 1982.

## روابط خارجية
- إيكوسان على موقع IMDb (الإنجليزية)
- إيكوسان على موقع قاعدة بيانات الفيلم (الإنجليزية)
- إيكوسان على موقع ANN anime (الإنجليزية)